# Enfermedad de Letterer-Siwe
La enfermedad de Letterer-Siwe es una de las antiguas denominaciones de un subtipo específico de la histiocitosis de Células de Langerhans, que a su vez forma parte de las enfermedades conocidas como histiocitosis, un grupo heterogéneo de enfermedades cuya característica común es la proliferación de células del sistema mononuclear fagocítico (monocitos, macrófagos, células dendríticas) en diferentes órganos y sistemas.
La histiocitosis de Células de Langerhans se ha clasificado con diferentes nombres, entre ellos el de enfermedad de Letterer-Siwe, histiocitosis X, enfermedad de Hand-Schuller-Christian o Hashimoto-Pritzker. Sin embargo, en la actualidad forman parte de la histiocitosis de Células de Langerhans.